# Endō Motonobu
Endō Motonobu est un nom japonais traditionnel ; le nom de famille (ou le nom d'école), Endō, précède donc le prénom (ou le nom d'artiste).
Endō Motonobu (遠藤 基信, 1532-12 décembre 1585) est un samouraï de la période Sengoku au service du clan Date. Il est aussi connu sous le nom d'Endō Funyūsai (不入斎). Adulte, Motonobu se serait installé dans un temple bouddhiste d'où il aurait conservé une position d'obligé auprès de Nakano Munetoki. Motonobu se suicide en faisant seppuku après le décès de Date Terumune.
Selon certains documents historiques, Motonobu est peut-être le fils d'un yamabushi de Yonezawa.

## Source de la traduction
- (en) Cet article est partiellement ou en totalité issu de l’article de Wikipédia en anglais intitulé « Endō Motonobu » (voir la liste des auteurs).